# Hochbunker Schleißheimer Straße

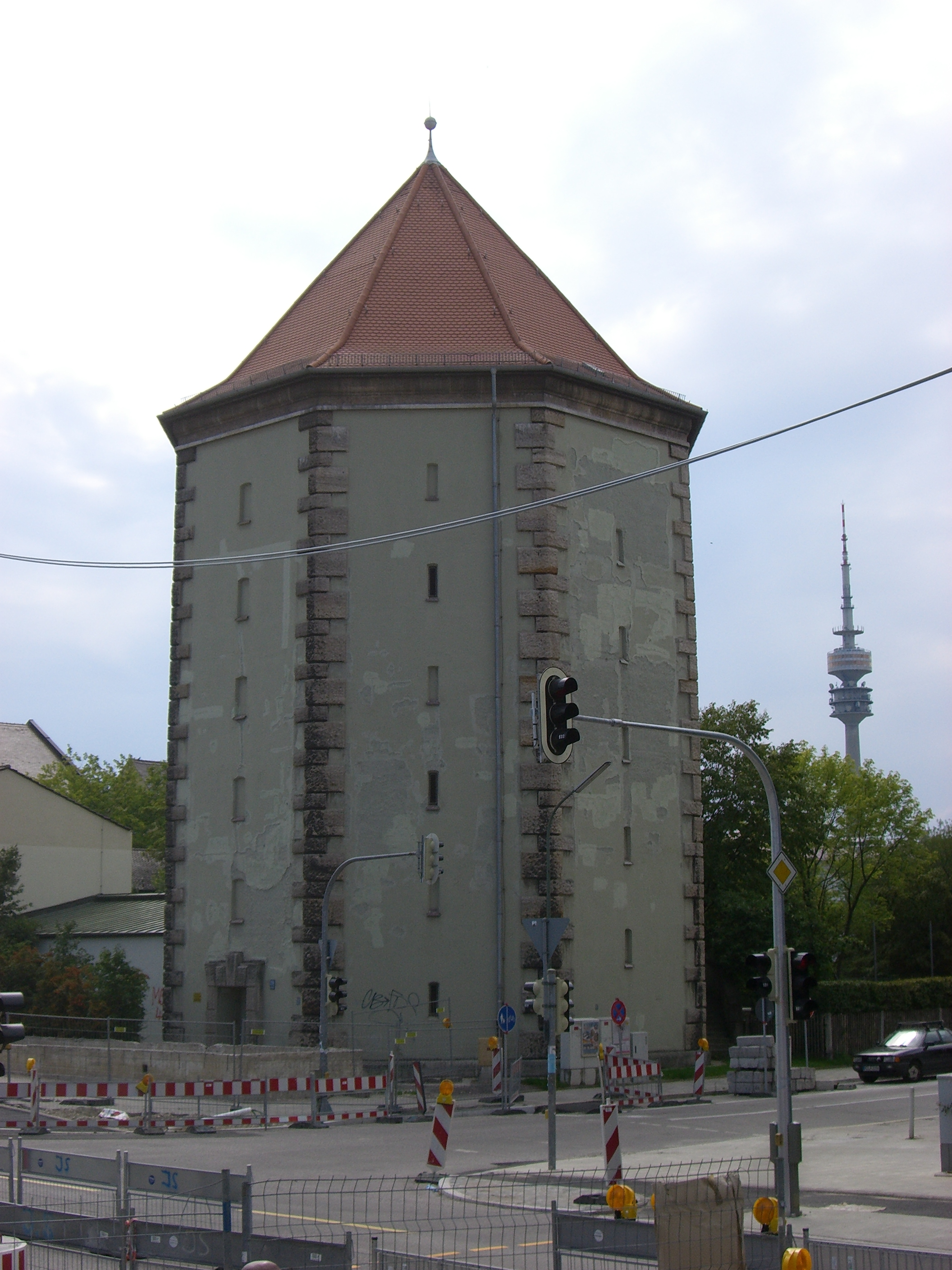
Hochbunker Schleißheimer Straße

Der Hochbunker Schleißheimer Straße ist ein Hochbunker in München an der Schleißheimer Straße 281 im Stadtteil Milbertshofen.

## Beschreibung
Er trägt die Bezeichnung LS Sonderbauwerk Nr. 33 und steht unter Denkmalschutz (D-1-62-000-8527). Er unterliegt nach wie vor der Zivilschutzbindung und steht der Bevölkerung im Katastrophen- und Verteidigungsfall als Schutzraum zur Verfügung. Er bietet Platz für 514 Personen.

## Geschichte
Der Hochbunker wurde im Jahr 1942 nach Plänen von Karl Meitinger von Kunz & Co. errichtet.